# U.S. Route 93 Alternate (Nevada)
La U.S. Route 93 Alt o Ruta Federal 93 Alt (abreviada US 93 Alt) es una autopista federal ubicada en el estado de Nevada. La autopista inicia en el Sur desde la US 93     en Lages Station hacia el Norte en la I 80  , US 93   en Wells. La autopista tiene una longitud de 188,3 km (117 mi).

## Mantenimiento
Al igual que las carreteras estatales, las carreteras interestatales, y el resto de rutas federales, la U.S. Route 93 Alt es administrada y mantenida por el Departamento de Transporte de Nevada por sus siglas en inglés Nevada DOT.

## Cruces
La U.S. Route 93 Alt es atravesada principalmente por la  I 80     en West Wendover.